# Национал-уклонизм
Национа́л-уклони́зм, националисти́ческий укло́н — термин, который был введён И. В. Сталиным для обозначения различных проявлений стремления руководящих партийных работников союзных и автономных республик к самостоятельности в проведении национальной политики.

## История использования термина
Впервые об «уклоне в сторону национализма» было сказано в сформулированной Сталиным резолюции Закавказского краевого партсовещания в июне 1921 г. Таким образом квалифицировалось выступление части грузинских коммунистов против курса Кавбюро (позже Заккрайкома) РКП(б) на форсированное объединение республик Закавказья в ЗСФСР. В письме Ленину от 22 сентября 1922 г. Сталин затронул этот вопрос: «За четыре года гражданской войны, — писал он, — когда мы ввиду интервенции вынуждены были демонстрировать либерализм Москвы в национальном вопросе, мы успели воспитать среди коммунистов, помимо своей воли, настоящих и последовательных социал-независимцев, требующих настоящей независимости во всех смыслах и расценивающих вмешательство ЦК РКП, как обман и лицемерие со стороны Москвы».
Но в резолюции XII съезда партии «По национальному вопросу» об «уклоне к национализму» говорилось в самом общем виде, и на первое место выдвигалась «особая опасность» великодержавнического уклона.
После смерти В. Ленина, особенно с конца 20-х гг., Сталин стал вкладывать в понятие «национал-уклонизм» все более зловещее содержание. Опасность уклона к местному национализму состоит в том, говорил он на XVI съезде партии, что «он культивирует буржуазный национализм, ослабляет единство трудящихся народов СССР и играет на руку интервенционистам… Задача партии состоит в том, чтобы вести решительную борьбу с этим уклоном и обеспечить условия, необходимые для интернационального воспитания трудящихся масс народов СССР».
В отчетном докладе XVII съезду партии (январь 1934 г.) Сталин говорил что «уклон к национализму есть приспособление интернационалистской политики рабочего класса к националистической политике буржуазии», что он «отражает попытки „своей“ национальной буржуазии подорвать советский строй и восстановить капитализм». Сталин утверждал, что на Украине уклон к национализму «сомкнулся с интервенционизмом» и что подобные явления не ограничиваются только Украиной, что они есть «и в других национальных республиках».
Такие установки Сталина приводили к тому, что выявлялись и разоблачались все новые и новые[какие?] группы национал-уклонистов. В национал-уклонизме обвиняли многих партийных и государственных деятелей Украины, Закавказья, Средней Азии и других районов страны — за то, что они выступали за ускорение темпов коренизации государственного и партийного аппарата в национальных районах, за выступления в пользу ускоренного изучения языка коренного населения некоренными жителями республик и областей, за то, что они определяли темпы индустриализации в восточных регионах страны как недостаточные и т. п. На XVII съезде партии в 1934 г. Е. Ярославский сообщил о том, что за период со времени XVI съезда за националистические уклоны лишь по 13 краевым организациям исключено из партии почти 800 человек.
В ходе развернувшейся в 1937—1938 гг. кампании массовых репрессий были репрессированы почти все оставшиеся в живых к этому времени руководящие работники национальных республик, ранее обвинявшиеся в «национал-уклонизме».

## Высказывания Сталина и Берии о грузинском национал-уклонизме
Сталин:
Я помню годы 1905—1917, когда среди… трудящихся национальностей Закавказья наблюдалась полная братская солидарность… Теперь, по приезде в Тифлис, я был поражен отсутствием былой солидарности… развился национализм, усилилось чувство недоверия к своим инонациональным товарищам: антиармянского, антитатарского, антигрузинского, антирусского и всякого другого национализма… хоть отбавляй…
Очевидно, три года существования националистических правительств в Грузии (меньшевики), в Азербайджане (мусаватисты), в Армении (дашнаки) не прошли даром. Эти националистические правительства… работая среди трудящихся в духе агрессивного национализма, доработались наконец до того, что каждая из этих маленьких стран оказалась окруженной кольцом враждебной националистической атмосферы, лишившим Грузию и Армению русского хлеба и азербайджанской нефти, а Азербайджан и Россию — товаров, идущих через Батум.
Я уже не говорю о вооруженных столкновениях… как естественных результатах националистической политики…
<…> Национализм является величайшей помехой делу объединения хозяйственных… усилий закавказских… республик. Ну а… без такого объединения немыслимо хозяйственное преуспеяние… особенно… Грузии.

Выступление Л. П. Берия на партактиве в июне 1935 года:

…Грузинский национал-уклонизм вырос не столько из тенденции борьбы против русского великодержавного национализма, сколько из тенденции грузинского агрессивного национализма, направленного против негрузинских национальностей Закавказья, и прежде всего против армян.
Национал-уклонизм хотел использовать географические и экономические преимущества Грузии вследствие владения ею такими важнейшими узловыми пунктами, как Тифлис и Батум. На этой основе национал-уклонисты, требуя выхода из федерации, хотели создать и развить привилегии для грузин за счёт Советского Азербайджана и Армении, и тем более за счёт нацменьшинств — абхазцев, аджарцев, осетин, армян и др.
Грузинские уклонисты боролись против предоставления автономии национальным меньшинствам Грузии. Тогдашние ЦК и Ревком Грузии (Б. Мдивани, С. Кавтарадзе, М. Окуджава, К. Цинцадзе и др.) всеми мерами оттягивали предоставление автономии Южной Осетии, Аджаристану и Абхазии. Автономия этих республик была принята и проведена против воли уклонистского большинства ЦК и Ревкома Грузии.
Известен также факт «дикого» — по выражению товарища Сталина — декрета о кордонах, которыми Грузия огораживалась от советских республик, а также декрета о подданстве, которым грузинка, вышедшая замуж за инонационала (не грузина), лишалась прав грузинского гражданства. (Смех в зале.)